# Rudra (zenekar)
A Rudra egy szingapúri folk/death/thrash metal zenekar. 
Jelenlegi tagok:[mikor?] Kathir, Shiva, Simon és Vinod. Volt tagok: Alvin Chua, Bala, Kannan, Selvam, Devan és Subash. 
1992-ben alakultak meg. Az együttes a nevét a vihar és a betegségek hindu istenéről kapta, és a legtöbb tag is istenekről vagy egyéb mitológiai lényekről nevezte el magát. A tagok eredeti nevei ismeretlenek.

## Diszkográfia
- Rudra (1998)
- The Aryan Crusade (2001)
- Kurukshetra (2003)
- Brahmavidya: Primordial I (2005)
- Brahmavidya: Transcendental I (2009)
- Brahmavidya: Immortal I (2011)
- RTA (2013)
- Enemy of Duality (2016)